# Rafael Minvielle Lamaneta
Rafael Minvielle Lamaneta (Játiva, c. 2 de julio de 1800 - Santiago de Chile, 31 de enero de 1887) fue un educador y literato español.

## Biografía
Era hijo de Pedro Minvielle, ciudadano francés asentado en Xàtiva, y Rita Lamaneta, valenciana. Tenía dos hermanos, Ana María, mayor que él, y Pedro Vicente. Al quedar huérfano muy joven, fue su hermana mayor quien se hizo cargo de él, enviándole a estudiar a Francia.
En 1823 se trasladó a Argentina y en 1829 abrió en Buenos Aires el Colegio Mercantil, por el que pasaron personalidades de la época como Bartolomé Mitre, quien posteriormente se convertiría en presidente de la República Argentina, o el político y orador Félix Frías.
En Buenos Aires contrajo matrimonio el 17 de diciembre de 1825, en la Basílica de San Nicolás de Bari, con la dama porteña Melitona Riesco Pinto, hija de Miguel Riesco y Puente, chileno que se desempeñó como diputado a las Cortes de Cádiz, y de María Josefa Pinto Lobo, descendiente de la familia Pinto, y hermano del general Manuel Guillermo Pinto.
Cuando contaba con 36 años pasó a Chile, instalándose en la ciudad de Santiago. Allí continuó con su labor docente y abrió un colegio de primeras letras que tuvo una favorable acogida en la ciudad. Publicó numerosos textos didácticos e impuso nuevos métodos de enseñanza. Además de educador, fue un literato de gran producción, orientándose principalmente hacia el género dramático. Su pasión por la dramaturgia le llevó a ser uno de los impulsores del teatro de Chile.